# ベルギー料理
本稿ではベルギーで食される料理について概説する。

## 概要
ベルギーは西ヨーロッパのほぼ中心にあり、古くから軍事的にも交易上からも重要な位置にあり、美食の国としても知られる。国土は広くないが、酪農、養豚、養鶏、多種多様な野菜の栽培が行われており、豊かな食生活の支えとなっている。フランスの食文化に影響を受けており、フランス北部と同様にクリームやバターを使用した煮込みやグラタンが多い。
野菜類ではチコリー、アスパラガス、ジャガイモ、エシャロット、芽キャベツが有名である。
北海に近い北部ベルギーのオランダ語圏（フランデレン地域）ではムール貝、カキ、小エビ、舌平目、ニシンなどの魚介類に恵まれており、アルデンヌなど南部ベルギーのフランス語圏（ワロン地域）では淡水魚、キジ、野ウサギ、イノシシ、シカといったジビエが豊富である。
ベルギーの国土はブドウの栽培には向かないが、ホップが名産品でありホップを利用したビール作りが盛んである。ベルギーで製造されるビールの種類は多く、数百銘柄以上あるとも言われる。銘柄ごとに独自デザインのビールグラスがあり、各ビールの個性的な色や香りを楽しむためのこだわりをみせる。また、ビールを使用する料理も多い。
チョコレート作りの歴史は古く、ゴディバを筆頭としてベルギーの有名メーカーは多い。

## 食習慣
ベルギーでは「ブルゴーニュ式のライフスタイル（Burgundian lifestyle）」と呼ばれる「美味しい食事と共に人生を楽しむこと」を重視する食文化が伝統的に根付いており、「いかに質の高い食事を取るか」ということが重要視されている。
ベルギーの料理は、一皿の中にメインの料理と添え物、サラダなどあって完結するスタイルがほとんどである。このため、満足感を高めるために食事の最後に果物、ケーキ、チョコレート、アイスクリームといった甘い物を食べる習慣がある。「食事をより豊かにする」という意味でもベルギー人にとって、食後のデザートは欠かせないものである。
上述のように北部のフランデレン地域と南部のワロン地域とで食文化は大きく異なる。ベルギー全土で愛されているものにはフライドポテトとビールがある。
1日の食事では、朝食にたくさん食べ、昼食はそこそこに、夕食は軽めに済ますといったスタイルが伝統的である。

### ジャガイモ
フライドポテトの発祥地とされ、ベルギーの主食はジャガイモであり毎日のように食べる。ジャガイモの加工会社もベルギー国内に多く、ジャガイモ加工商品の生産量は世界でも1、2を争うほどである。ジャガイモの種類も多く、スーパーマーケットでは常時10種類ほどのジャガイモが販売されている。ボイルドポテト、マッシュポテト、スライスして炒めたるといったようにさまざまな食べ方がされており、メインの料理に合わせてジャガイモの調理法を変え、その調理法に適した品種のジャガイモが選ばれる。なかでも「フリッツ」と呼ばれるフライドポテトは別格である。フリッツの専門店はベルギー国内に約5000店舗あり、どんなに小さな村でもフリッツの店が必ず1軒はある。ほとんどの家庭の庭でジャガイモを栽培しており、フリッツ専用のフライヤーとカッターはどの家庭にもある。
日本で販売されているフライドポテトと比べた場合、ベルギーのフリッツは太くて身がしっかりしていて、ジャガイモの味も濃厚となっている。また、フライドポテトにケチャップを付けて食べるのはアメリカ合衆国のスタイルであり、ベルギーの伝統的にはマヨネーズを付けて食べる。

### スイーツ
上述のようにスイーツはベルギーの食後に欠かせないものであるが、食後に限らず多種多様なスイーツが日常的に食されている。
一例として、ベルギーのカフェではコーヒーや紅茶を注文した際、必ずと言ってよいほどスペキュロスや一粒チョコレートが添えられて出てくる。また、午後4時頃におやつの時間を設けて、コーヒーや紅茶とともにスイーツや果物などを食べる。
日曜日の朝食は、家族そろって食事を取りながら会話を楽しむ時間として重要視される。そこでは、お気に入りのベーカリーで買ったチョコレートクロワッサンやデニッシュ、ベルギー式のペストリー、バニラなどの甘い香りをつけたパンケーキなどを食べながら家族の会話が行われる。親しい友人や近所の人々を招待して開くお茶会などでは、個々がお気に入りのスイーツを持ち寄ることも少なくない。
12月6日の「聖ニコラの日」では、その年一年間良い子にしていた子どもに、ご褒美としてお菓子が配られるという伝統がある。春の復活祭では、各家庭で伝統的な料理や菓子を囲みながら復活祭を祝うほか、卵やウサギをかたどったチョコレートを家の中や庭先に隠し、子どもたちは隠されたお菓子を探し当てる「エッグハント」などのイベントが行われる。

## 代表的な料理
- ムール・フリット - ベルギー料理の代表格[10]。
- フリッツ - フライドポテトのこと。ベルギーはフライドポテトの発祥の地でもある[11]。
- クロケット・オー・クルヴェット（フランス語版） - 小エビを使用したクリームコロッケ[11]。
- ピュレ（purés） - ポロネギ、ホワイトアスパラガスなどの野菜をブイヨンで煮込んだポタージュ[11]。
- プール・オ・ポ（フランス語版） - 鶏を丸ごと一羽使用するポトフ[11]。
- フリカデル（オランダ語版）(オランダ語:Frikadel)、ブーレット(フランス語:Boulette de viande) - いわゆるミートボール。クリームやトマトソースで煮込む[11]。リエージュ州の名物としてリエージュ風ミートボール(ブレ・ア・ラ・リエージョワズ、フランス語:fr:Boulet à la liégeoise)がある。フランス語圏ではフリカデルは後述のソーセージを指す[12]場合があるため、混同に注意。
- フリカンデル（オランダ語版）(オランダ語:Frikandel)、フリカデル（フランス語版）(フランス語:fricadelle) - パン粉をつけて揚げたソーセージ料理[12][13]。
- カルボネートフラマンド - 水を使わずビールで牛肉を煮込んだ郷土料理[10][11]。
- ワーテルゾーイ - 鶏肉を使った「ゲント風ワーテルゾーイ（Waterzooï à la Gantois）」が知られる[11]。
- トマト・オー・クルヴェット（フランス語版） - トマトの中身をくり抜いて、小エビのマヨネーズ和えを詰めた料理[14]。
- オワゾー・サン・テット（フランス語版） - 子牛のミンチ肉を薄切りの牛肉で巻き、バターで軽く焼き目を付けて、ブイヨンやクリームなどで煮込んだ料理[14]。
- ストゥンプ - マッシュポテトに野菜、ベーコン、ゆで卵などを混ぜた付け合せ料理。ソーセージと共に供されることが多い[10][14]。
- シコン・エ・ジャンボン・オー・グラタン（chicon et jambon au gratin）、シコン・グラタン（Chicons au gratin）、アンディーヴとハムのグラタン（フランス語版） - チコリとハムが入ったグラタン[10][14]。
- アンギーユ・オー・ヴェール（フランス語版） - ホウレンソウ、オゼイユ、ハーブ、白ワインを使ったグリーンソースとウナギを煮込み、卵黄を加えて食べる料理。隠し味としてビールが使用される[14]。
- ヴォロヴァン - 鶏肉とキノコのクリーム煮をパイ生地に詰めた料理[10]。
- スペキュロス - クリスマスの時期に食べられるスパイス入りクッキー[14]。
- タルト・オ・リ（フランス語版） - カスタードで甘く炊いた米が詰まったタルト[14]。

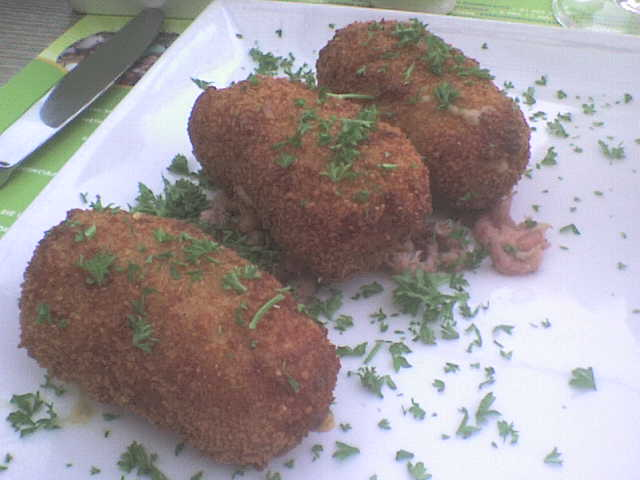
クロケット・オー・クルヴェット
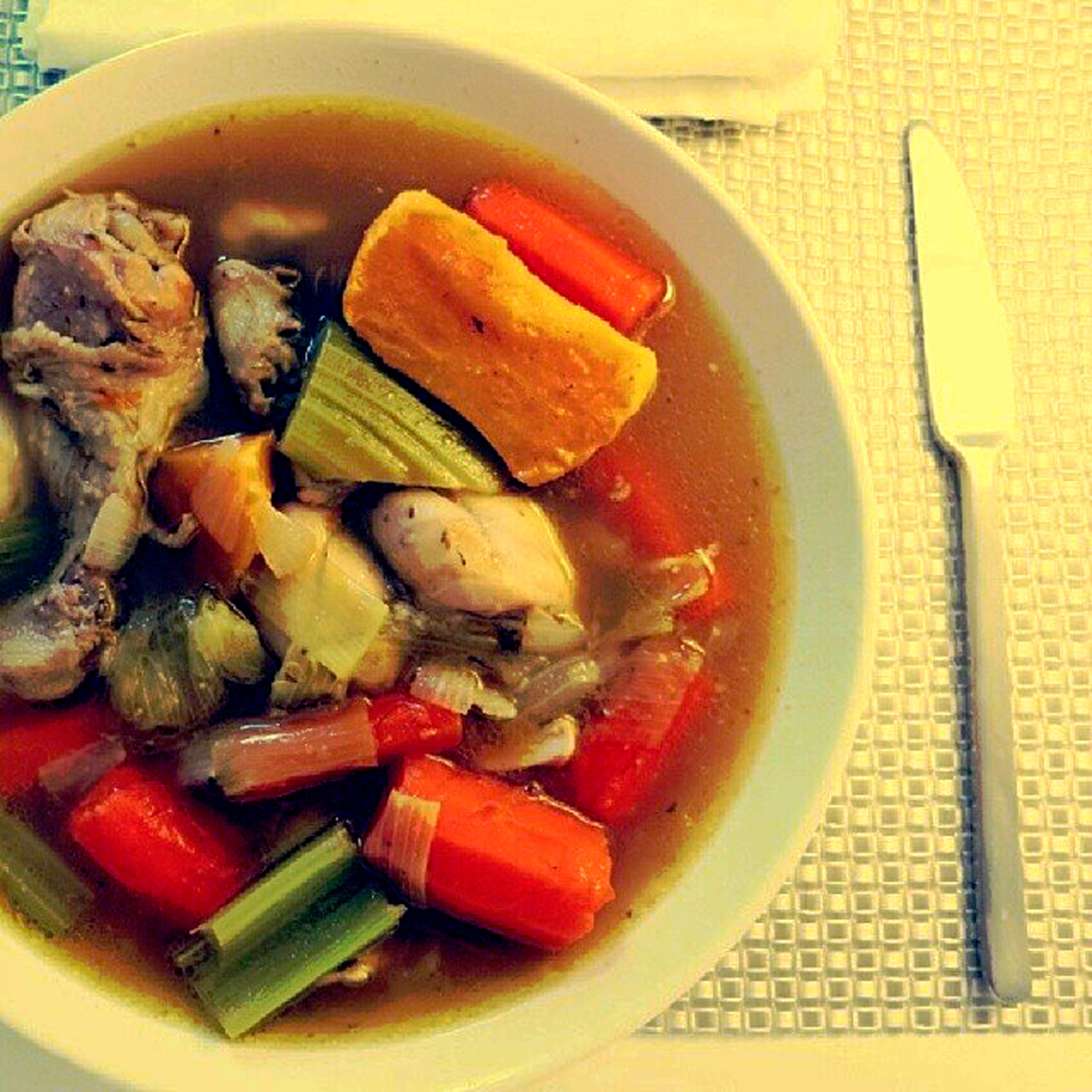
プール・オ・ポ
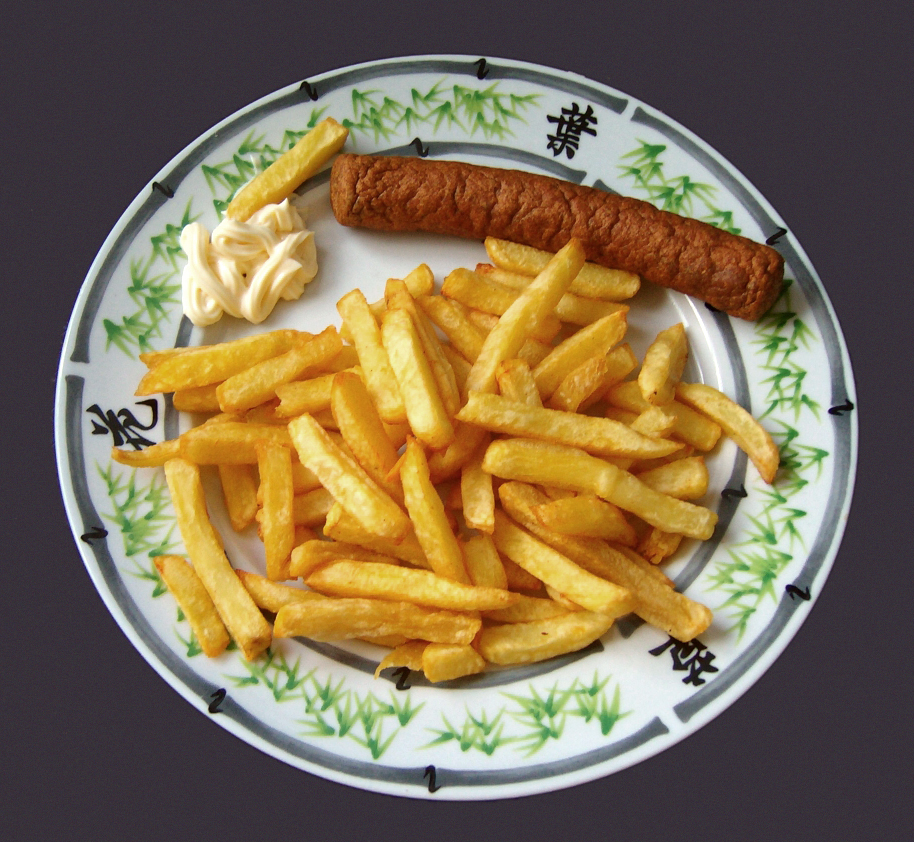
フリカデル、フリッツ
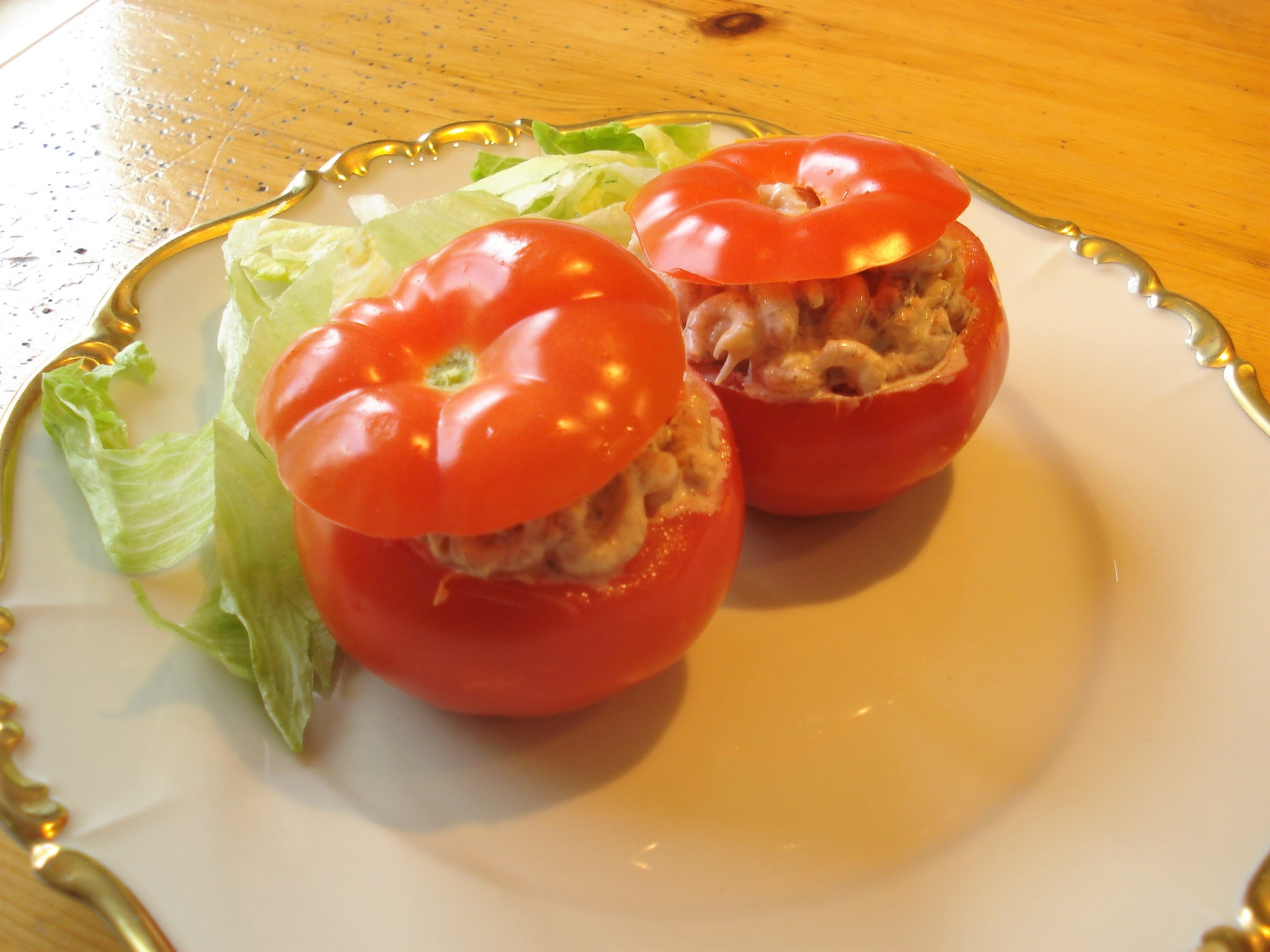
トマト・オー・クルヴェット
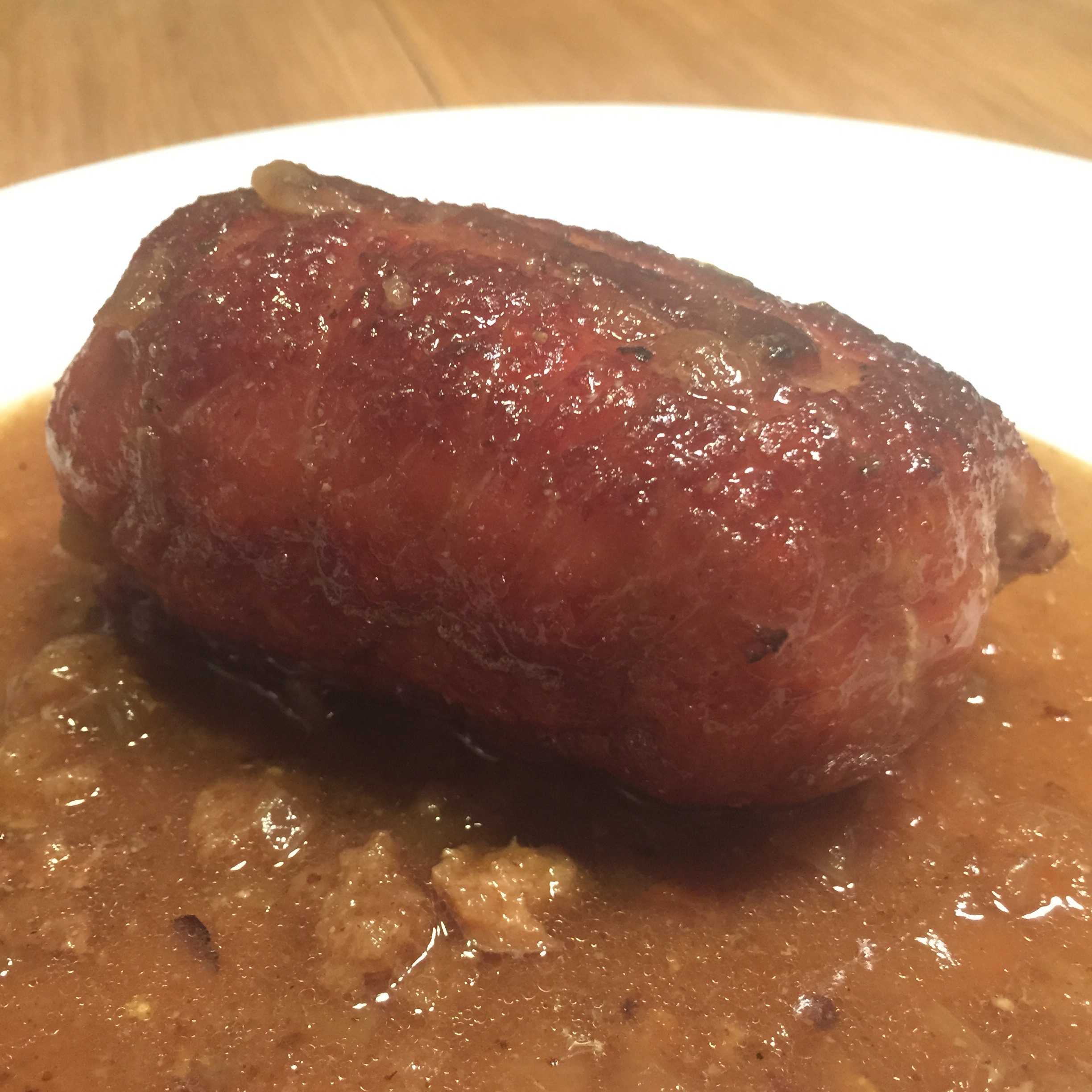
オワゾー・サン・テット
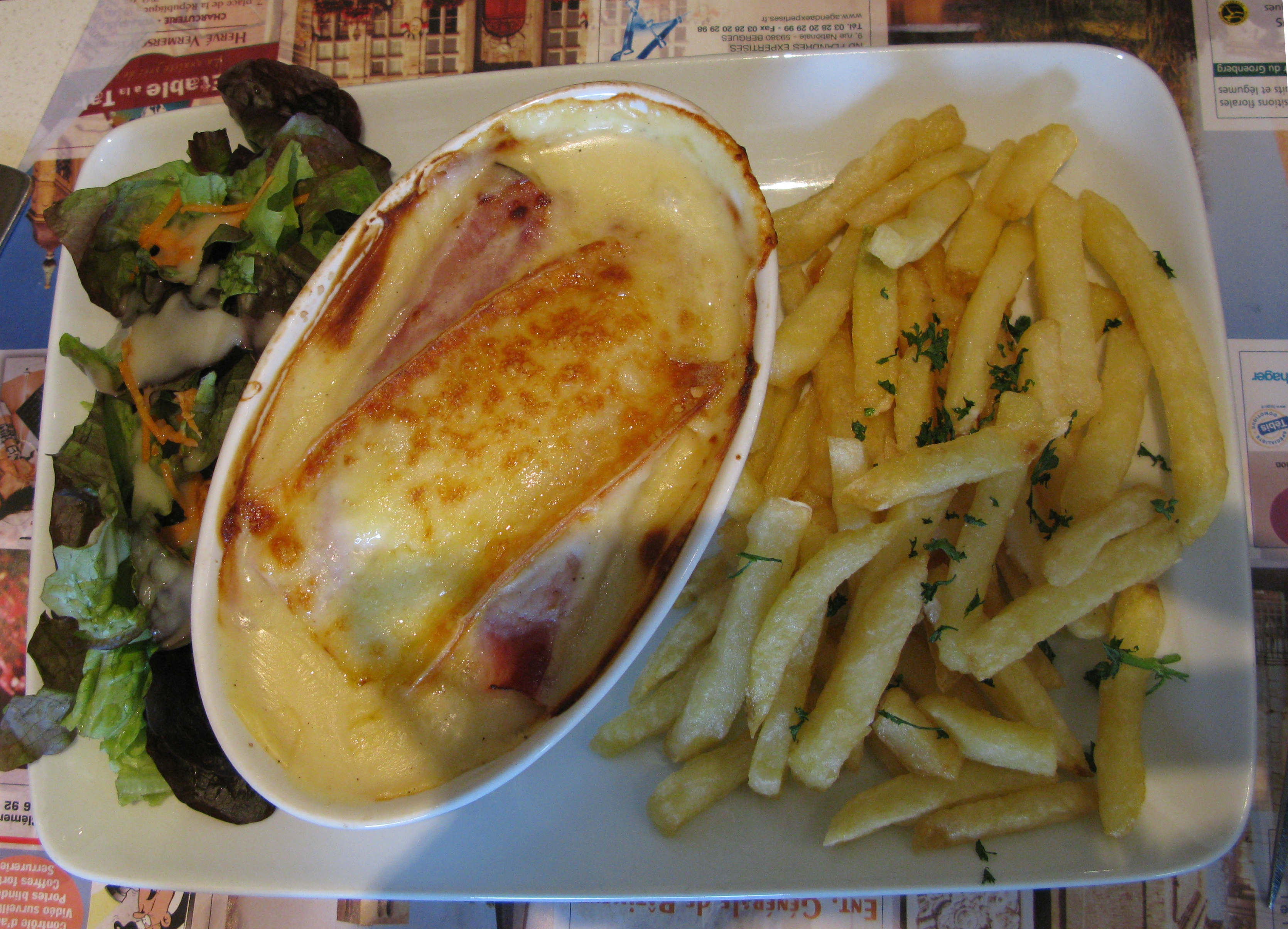
アンディーヴとハムのグラタン、フリッツ
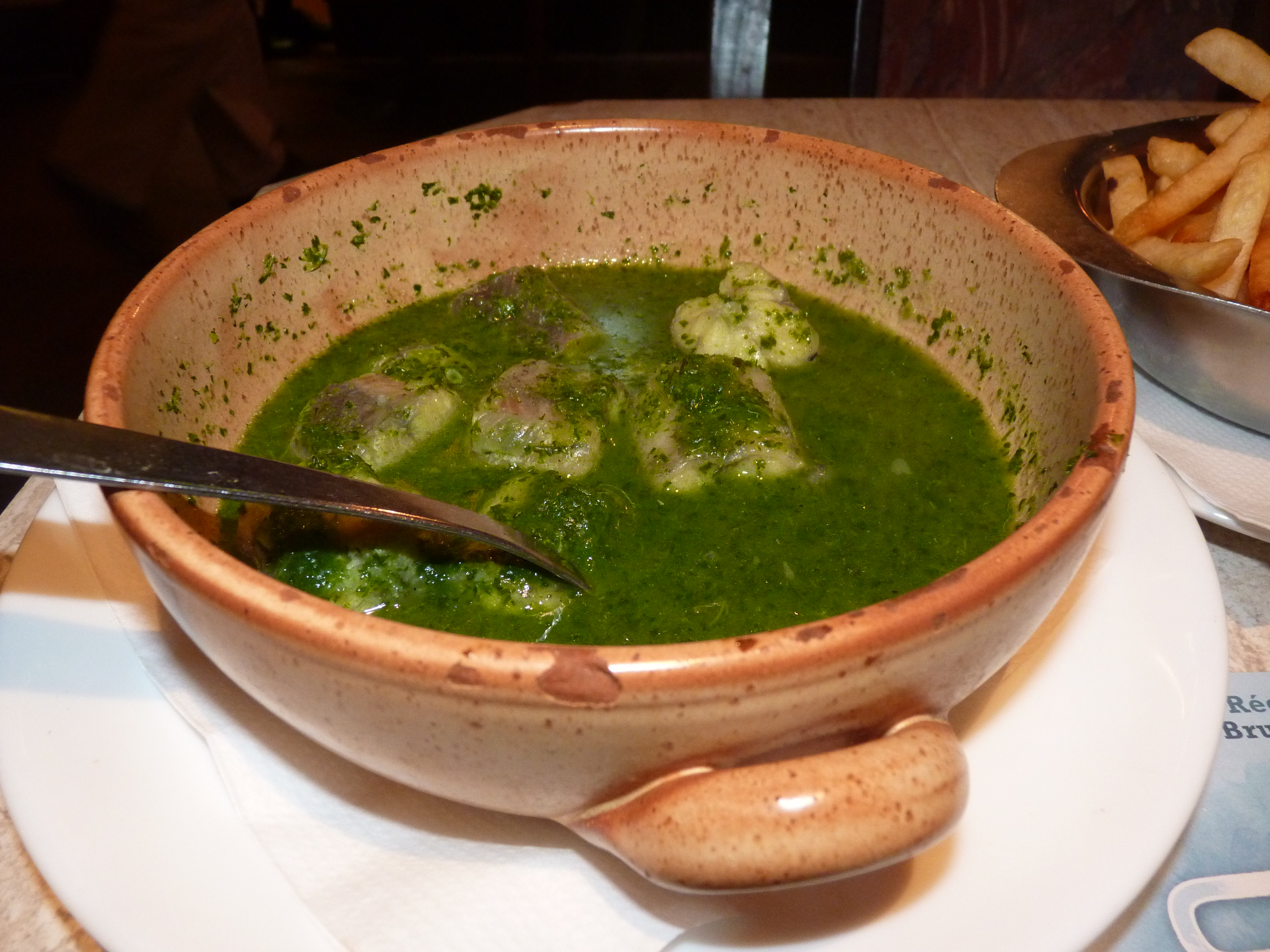
アンギーユ・オー・ヴェール
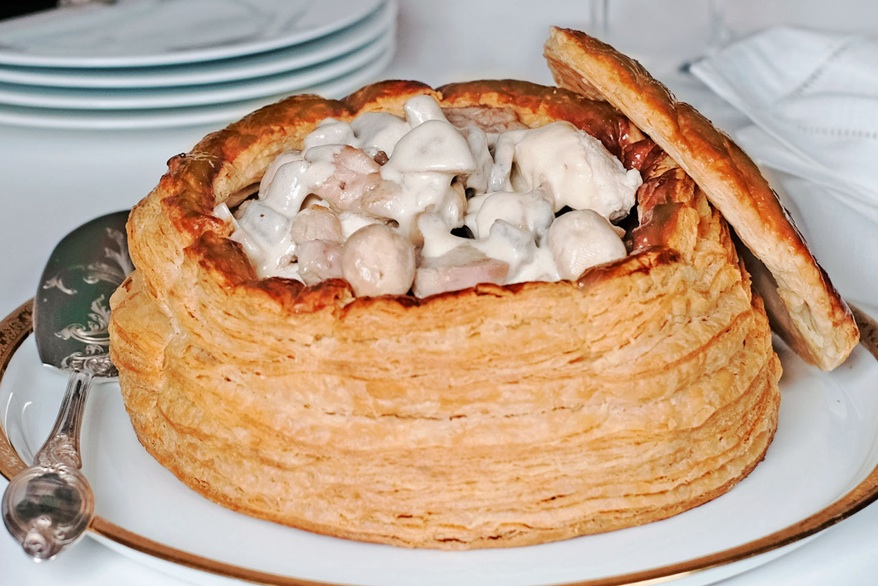
ヴォロヴァン
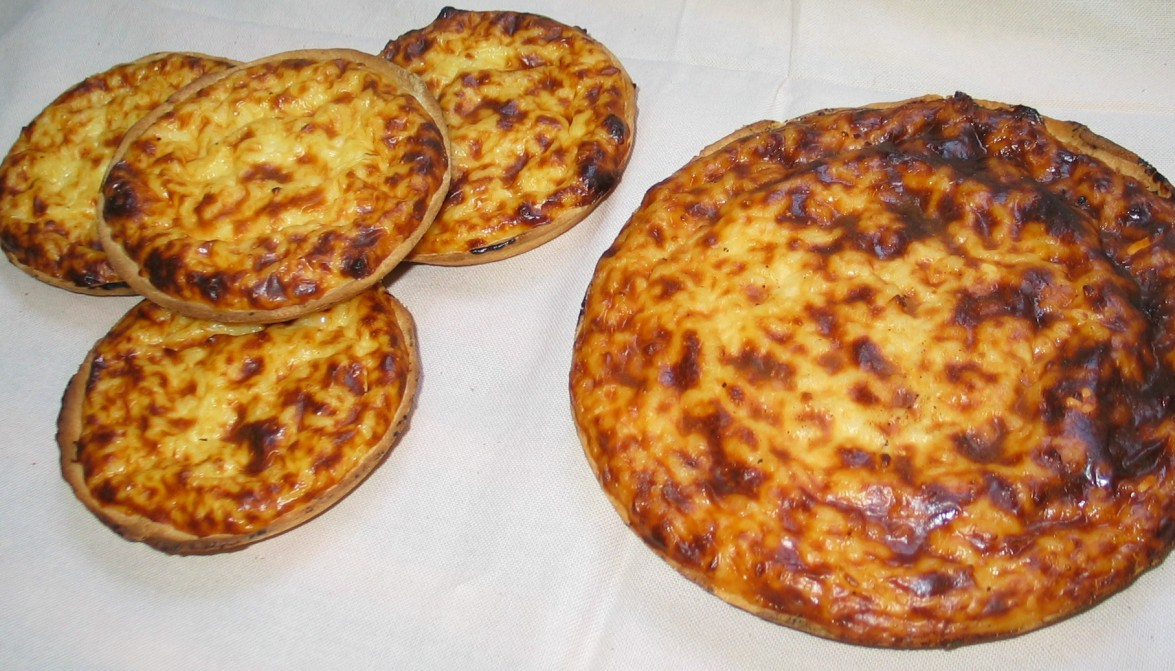
タルト・オ・リ